# HD 74156 c
HD 74156 c – planeta pozasłoneczna okrążająca gwiazdę HD 74156.
Jest to gazowy olbrzym o masie ponad ośmiokrotnie większej od Jowisza. Podobnie jak druga planeta tego układu – HD 74156 b, krąży po ekscentrycznej orbicie, która częściowo leży w obszarze ekosfery. Ekscentryczność orbity powoduje znaczne wahania temperatur; jeżeli planeta posiada księżyce, to może istnieć na nich woda, która jest zamarznięta w dalszej części orbity, ale rozmarza, gdy planeta znajdzie się bliżej perycentrum.